# Marliéria
Marliéria là một đô thị thuộc bang Minas Gerais, Brasil. Đô thị này có diện tích 546,255 km², dân số năm 2007 là 3743 người, mật độ 6,85 người/km².